# Sapņu komanda 1935
Sapņu komanda 1935 is een Letse tragikomedie uit 2012, geregisseerd door Aigars Grauba. De première van de film was op 19 november 2012 in Letland. Sapņu komanda 1935 was gefilmd in Cinevilla en in Genève en duurt 120 minuten. De film heeft als hoofdpersonen Valdemārs Baumanis (Jānis Āmanis), Elvīra Baumane (Inga Alsiņa), Rihards Dekšenieks (Vilis Daudziņš) en Rudolf Jurcins (Mārcis Maņjakovs).

## Verhaal
De net opgerichte FIBA organiseert het eerste Europees kampioenschap basketbal en de teams zien elkaar voor de eerste keer.
Op datzelfde moment probeert de Letse coach Valdermārs Baumanis een team te vormen om ook mee te doen aan het Europees kampioenschap basketbal in Genève en hij leert dat een goed team zoeken niet makkelijk is. Na veel tegenslagen lukt het uiteindelijk om van de geliefde teams te winnen tijdens het Europees kampioenschap.

## Rolverdeling
| Acteur           | Speler                       |
| ---------------- | ---------------------------- |
| Jānis Āmanis     | Valdermārs Baumanis          |
| Normunds Berzs   |                              |
| Inga Alsiņa      | Elvira Baumane               |
| Vilis Daudziņš   | Rihards Dekšenieks           |
| Pēteris Gaudiņš  | Voorzitter sportscommissie   |
| Intars Rešetins  | Bureaucraat                  |
| Mārcis Maņjakovs | basketballer Rūdolfs Jurciņš |
| Gints Andžāns    | Andrejs Krisons              |
| Andris Bulis     | Džems Raudziņš               |
| Viktors Ellers   | Aleksejs Anufrijevs          |
| Artūrs Krūzkops  | Herberts Gubiņš              |
| Mārtiņš Liepa    | Mārtiņš Grundmanis           |
| Mārtiņš Počs     | Visvaldis Melderis           |
| Jānis Vimba      | Jānis Lidmanis               |
| Artūrs Putniņš   | Eduards Andersons            |
| Miķelis Žideļūns | Edgars Rūja                  |
| Maris Grigalis   |                              |
| Girts Kesteris   |                              |
| Uldis Norenbergs |                              |
| Ilze Pukinska    |                              |